# Jacobus Duivenvoorde
Jacobus Duivenvoorde, né le 15 novembre 1928 à Heemskerk aux Pays-Bas, est un évêque indonésien d'origine néerlandaise, archevêque de Merauke en Indonésie de 1972 à 2004.

## Biographie
Jacobus Duivenvoorde est ordonné prêtre pour les Missionnaires du Sacré-Cœur de Jésus le 5 septembre 1954.

### Évêque
Le 26 juin 1972, Paul VI le nomme archevêque de Merauke. Il reçoit l'ordination épiscopale le 1er octobre 1972 suivant des mains de son prédécesseur Herman Tillemans.